# Кизерицкие
Кизерицкие (пол. Kizierycki) — дворянский род.
Определением Правительствующего Сената, от 17 ноября 1864 года, утверждено постановление С.-Петербургского дворянского депутатского собрания от 24 сентября того же года, о внесении в третью часть дворянской родословной книги коллежского асессора Егора и состоящего в X классе Густава Густавовичей Кизерицких, по личным заслугам отца их, коллежского асессора Густава Бернгардовича Кизерицкого, вместе с женами их Розалей-Авророй и Констанцией-Натальей, а также и с детьми первого, сыновьями: 1) Рейнгольдом-Густавом-Гангольфом, 2) Эрнстом-Густавом-Альфонсом, 3) Валентином-Густавом-Альвилем, 4) Александром-Густавом-Вальтером 5) Георгием-Густавом-Зигфридом, 6) Александром-Густавом-Гартвигом и 7) Карлом-Густавом-Манфредом и дочерьми: 8) Маргаритой-Авророй-Фелицитасой и 9) Амалией-Авророй-Витой.
- Гангольф Егорович Кизерицкий (1847—1903) — археолог. Окончил курс в Дерптском университете. Состоял хранителем отделения древностей Эрмитажа, где оборудовал Никопольскую залу и отделение средних веков и эпохи возрождения. Главные его труды: «Nike in der Vasenmakerei» (1876, магистерская диссертация); «Хотанские древности из собрания Петровского» («Записки Восточного отделения Русского археологического общества», 1895); «Музей древней скульптуры Эрмитажа» (Санкт-Петербург, 1901). После смерти Кизерицкого в обработке Вацингера вышли «Die Grabreliefs Sudrusslands».

## Описание герба
В лазоревом щите серебряная буйволовая голова с червлёными глазами и языком.
Над щитом дворянский шлем с короной. Нашлемник: три страусовых пера: крайние лазоревые, среднее серебряное. Намёт: лазоревый с серебром. Герб Кизерицкого внесён в Часть 13 Общего гербовника дворянских родов Всероссийской империи, стр. 101.